# Bathytroctes oligolepis
Bathytroctes oligolepis is een straalvinnige vissensoort uit de familie van gladkopvissen (Alepocephalidae). De wetenschappelijke naam van de soort is voor het eerst geldig gepubliceerd in 1970 door Krefft.